# Structure de la lame du sabre japonais
Afin d'apprécier la lame d'un sabre japonais, l'amateur doit regarder certaines de ses caractéristiques en essayant d'en omettre le moins possible. Ces indications peuvent lui permettre de retrouver certaines informations sur le forgeron (son école, la période de sa vie et sa tradition).

## La partie visible

### La courbure (sori, 反り)

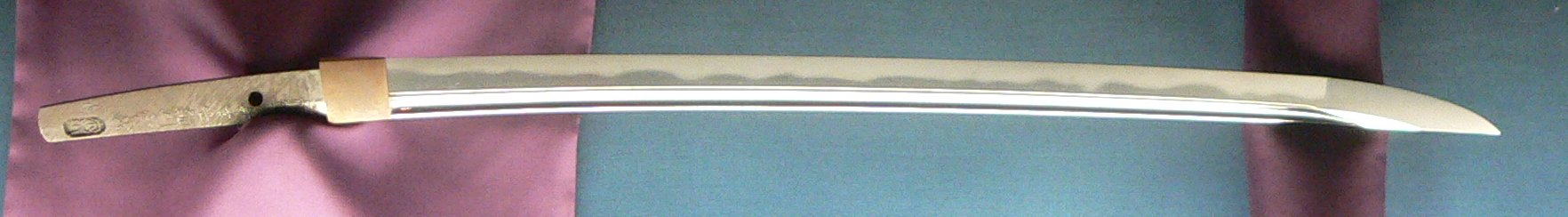
Wakizashi koshi-zori.

Ci-dessus, wakizashi de l'école de Hosokawa Masayoshi avec kokuin (période Shin shintō, soit 1764-1868).
La courbure des lames distingue les sabres de la période Jokoto des périodes ultérieures. L'emplacement de la courbure et son importance permettent de déterminer l'époque de fabrication ainsi que la tradition.
- Koshi-zori (腰反り) : la courbure est située dans le premier tiers de la lame à partir du munemachi. Ce style est aussi appelé style Bizen car cette tradition emploie majoritairement cette courbure.
- Mu-zori : utilisé pour les tantō sans courbure (mu signifie « vide », « rien »). Il est aussi connu sous le nom de chukan-zori.
- Saki-zori (先反り) : la courbure est située dans le tiers supérieur de la lame, près de la pointe. Ce style de courbure a surtout été utilisé pendant la période Muromachi mais aussi sur le naginata.
- Torii-zori (華表反) : la courbure est située au centre de la lame. Il est de type de sori le plus utilisé. Aussi appelé kyo, étant une référence à la tradition Yamashiro, qui employait principalement ce type de courbure.
- Uchi-zori (内反り) : utilisé seulement pour les tantō dont la courbure est inversée, vers le tranchant. Cela est typique des tantō de la période Kamakura.

### La structure (tsurikomi, 造込み)
- Hira-zukuri (平造) : lame sans shinogi et yokote qui est plate ou presque. Cette forme est apparue d'abord sur les tachi de la période Jokoto. Son emploi se développe au IXe siècle sur les tantō et les ko-wakizashi (petits wakizashi).
- Kiriha-zukuri (切刃造) : forme avec une arête qui longe le tranchant. Comme pour le hira-zukuri, la lame est plate ou presque. Cette forme se trouve uniquement sur les sabres anciens.
- Moroha-zukuri (両刃造) : forme avec arête située près du centre, suivant la longueur. Souvent trouvé sur les[Quoi ?] à partir de la seconde moitié de l'ère Muromachi.
- Shinogi-zukuri (鎬造) : apparue après 987, cette forme possède une arête courbe proche du mune, un yokote. Il s'agit de la forme la plus représentée sur les tachi et katana. On l'appelle également hon-zukuri.
- Shobu-zukuri : forme identique au shinogi-zukuri mais sans le yokote. On la retrouve essentiellement sur les wakizashi et tantō de l'ère Muromachi.
- Kissaki-moroha-zukuri (切先両刃造) : forme étonnante dont l'angle aigu du mune au niveau du kissaki se transforme en une autre forme sur le reste de la lame. Cette forme est apparue pendant l'ère de Nara (708-780), puis fut copiée plus tard par quelques forgerons. On l'appelle aussi kogarasu-maru.
- Kanmuri-otoshi-zukuri (冠落造).
- U-no-kubi-zukuri (鵜首造).
- Osoraku-zukuri (造).

### Le dos (mune, 棟)
Partie du sabre opposé au tranchant. Son observation est très importante dans l'observation de la forme générale qui permet de déterminer la date et la tradition de fabrication.
- Kaku-mune (角棟) (ou hira-mune) : mune absolument plat que l'on retrouve seulement dans les sabres anciens.
- Iori-mune (庵棟) : présence d'une arête centrale. Forme un angle plus ou moins aigu. Style très apprécié après la période Koto[1].
- Mitsu-mune (三棟) : possède trois surfaces planes (donc deux arêtes). Généralement utilisée par la tradition Sōshu et sur les tantō Koto de style Yamashiro (par exemple, école Raï), visible aussi à la période Nanbokucho et, de manière plus ponctuelle, en période Keicho shintō et Shin shintō.
- Maru-mune (丸棟) : dos rond. Cette forme est peu utilisée (école Bitchu Aoe).

### La pointe (kissaki, 切先)
- Kissaki (切先) : cette partie est délimitée par le fukura, le yokote, le ko-shinogi et le mune. En fonction de la longueur de cette partie, on l'appelle ko-kissaki (« petit »), chu-kissaki (« moyen ») et o-kissaki. Le ko-kissaki est surtout visible en période Heian et début Kamakura, le o-kissaki principalement aux ères Nanbokucho et Shin shintō. En fait, cette distinction dépend de la différence de taille entre le yokote et le ko-shinogi. Ainsi, si le yokote est plus grand que le ko-shinogi, la forme est ko-kissaki et, dans le cas contraire, la forme est o-kissaki. Si les deux sont sensiblement égales, c'est un chu-kissaki.
- Fukura : forme des arêtes du mune, il peut être arrondi ou droit.

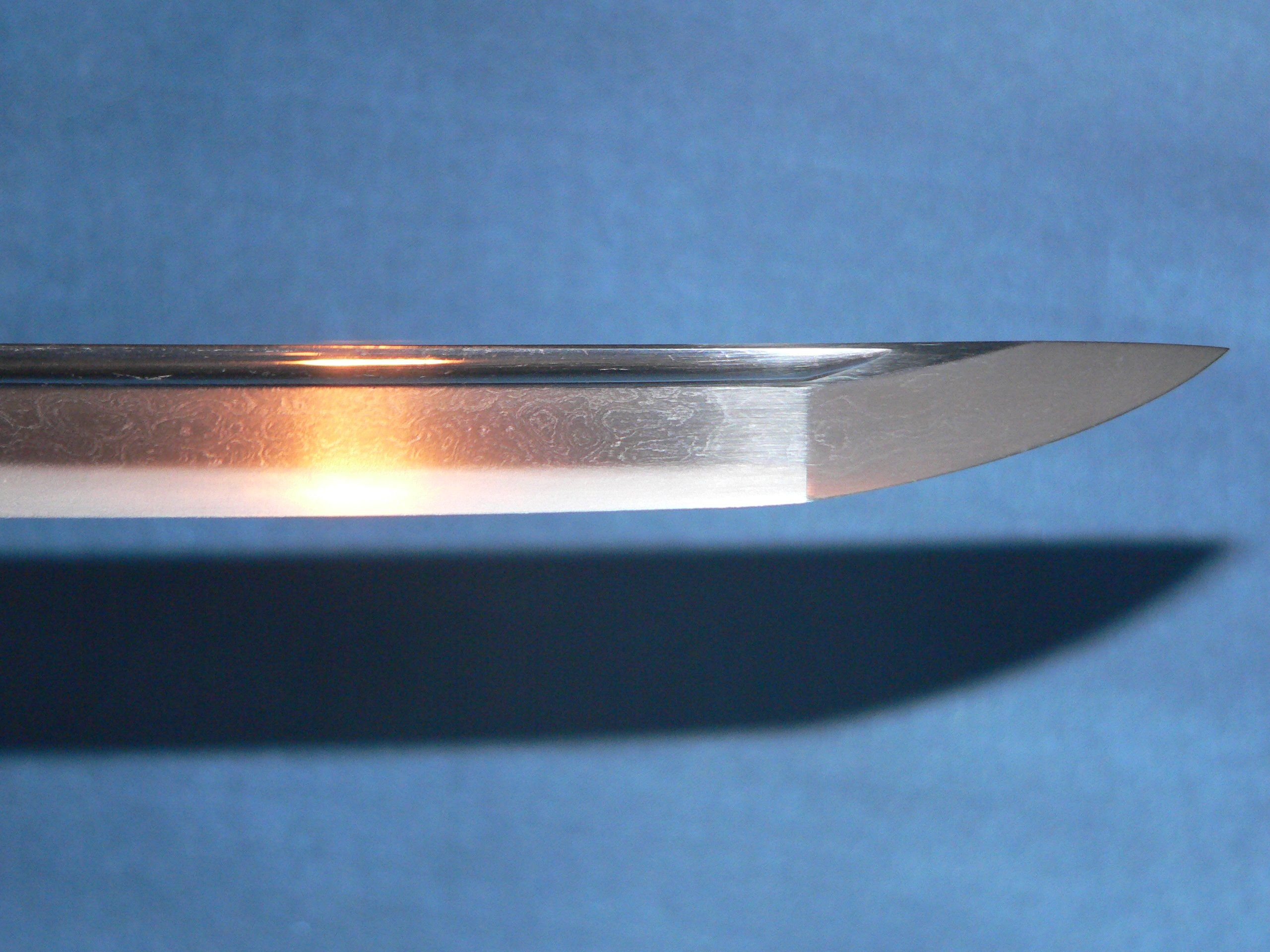
Pointe de type o-kissaki.
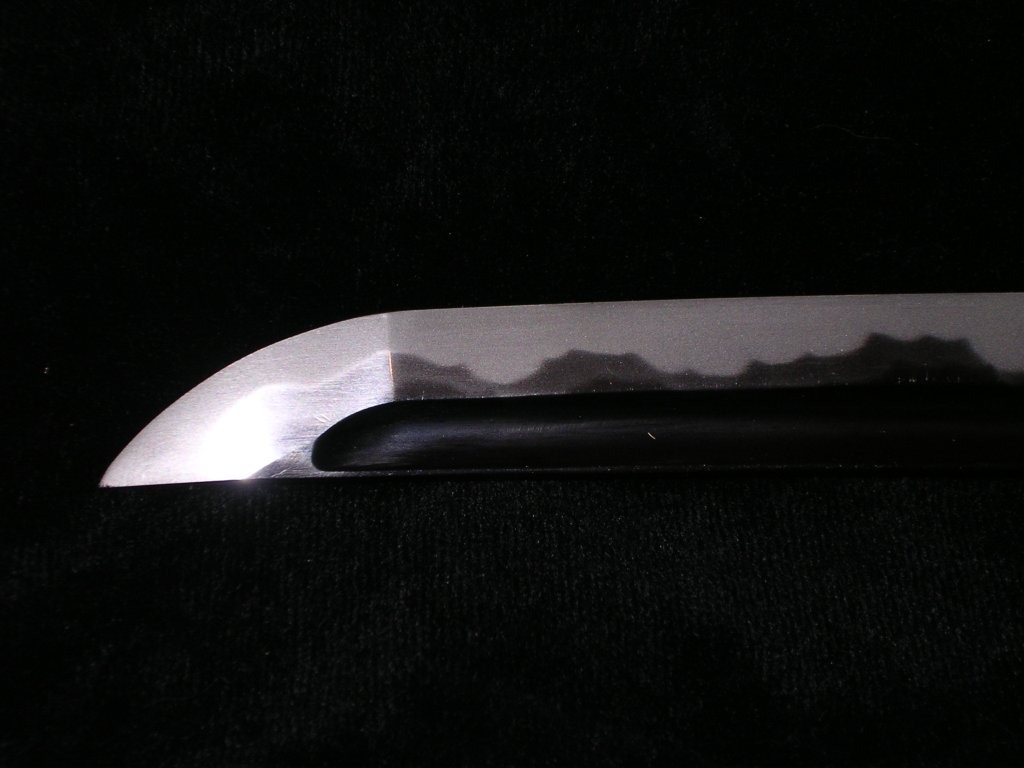
Détail du kissaki.
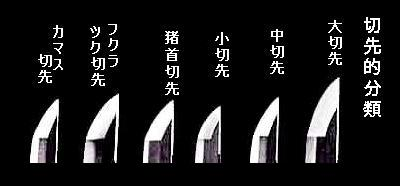
Différents types de kissaki.
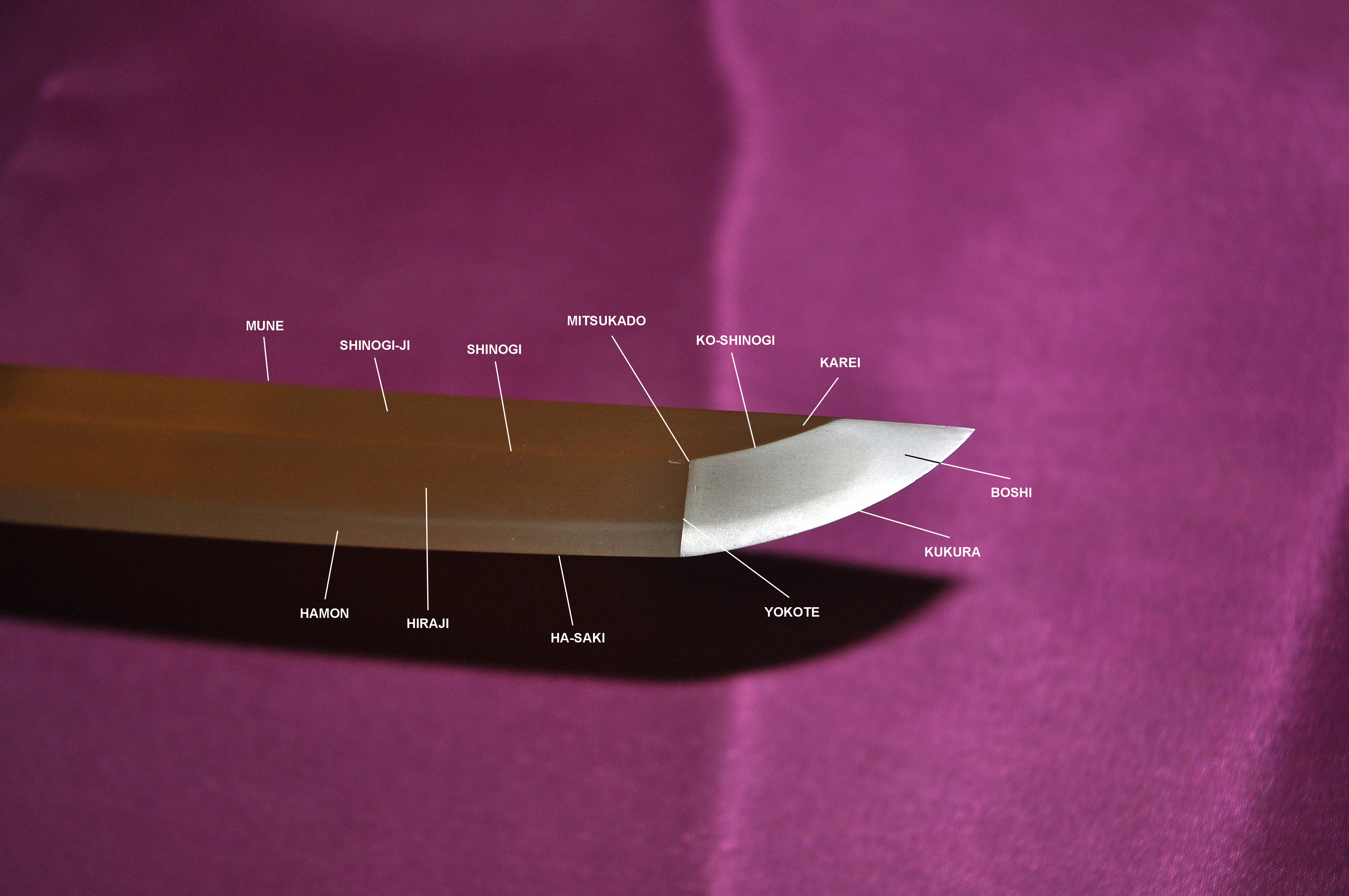

## Les différentes structures de la lame

### Le grain (jiganeetjihada)
Le grain est la combinaison de la nature du fer employé (jigane) et des différents arrangements (jihada) des lamelles de fer lors du pliage pendant l'assemblage de la lame. Le jihada peut prendre l'apparence de traits parallèles plus ou moins infimes, de vagues récurrentes, de dessins formés lors de la coupe de bois… Cette structure est très caractéristique des traditions et des forgerons. En général, un jihada élégant est caractéristique d'un bon forgeron.
- Mokume hada (杢目肌), vu en Bizen-den.
- Masame hada (柾目肌), vu en Yamato-den, en Koto, école Hosho ; en période Shintō, école Kunikane et en période Shin shintō, Norikatsu.
- Itame hada (板目肌), le plus répandu toutes époques confondues.
- Ayasugi hada (綾杉肌), vu dans les écoles Gassan et Naminohira.
- Matsukawa hada (松皮肌), chez Etchu Norishige.
- Nashiji hada (梨子地肌), ko itame très serré (« peau de poire[2] »), école Awataguchi.
- Konuka hada (小糠肌), école Hizen shintō.
- Chirimen hada (縮緬肌), aspect soyeux, école Aoe.
- Muji hada (無地肌), période Shin shintō.
- Yakumo hada (八雲肌), période Shin shintō, Mito Rekko.
- Uzumaki hada (渦巻肌), grain en enroulement vu à l'école Shitahara et ponctuellement chez Naotane.

### Lebōshi(帽子, littéralement «chapeau»)
Désigne la ligne de trempe du kissaki (切先). Il est extrêmement représentatif de l'école du forgeron. Les figures de la trempe peuvent parfois être très complexes (kaen, hakikake). La facture d'un bon bôshi est particulièrement délicate. Souvent, il sera la marque d'un bon forgeron.

### Les gorges (hi)

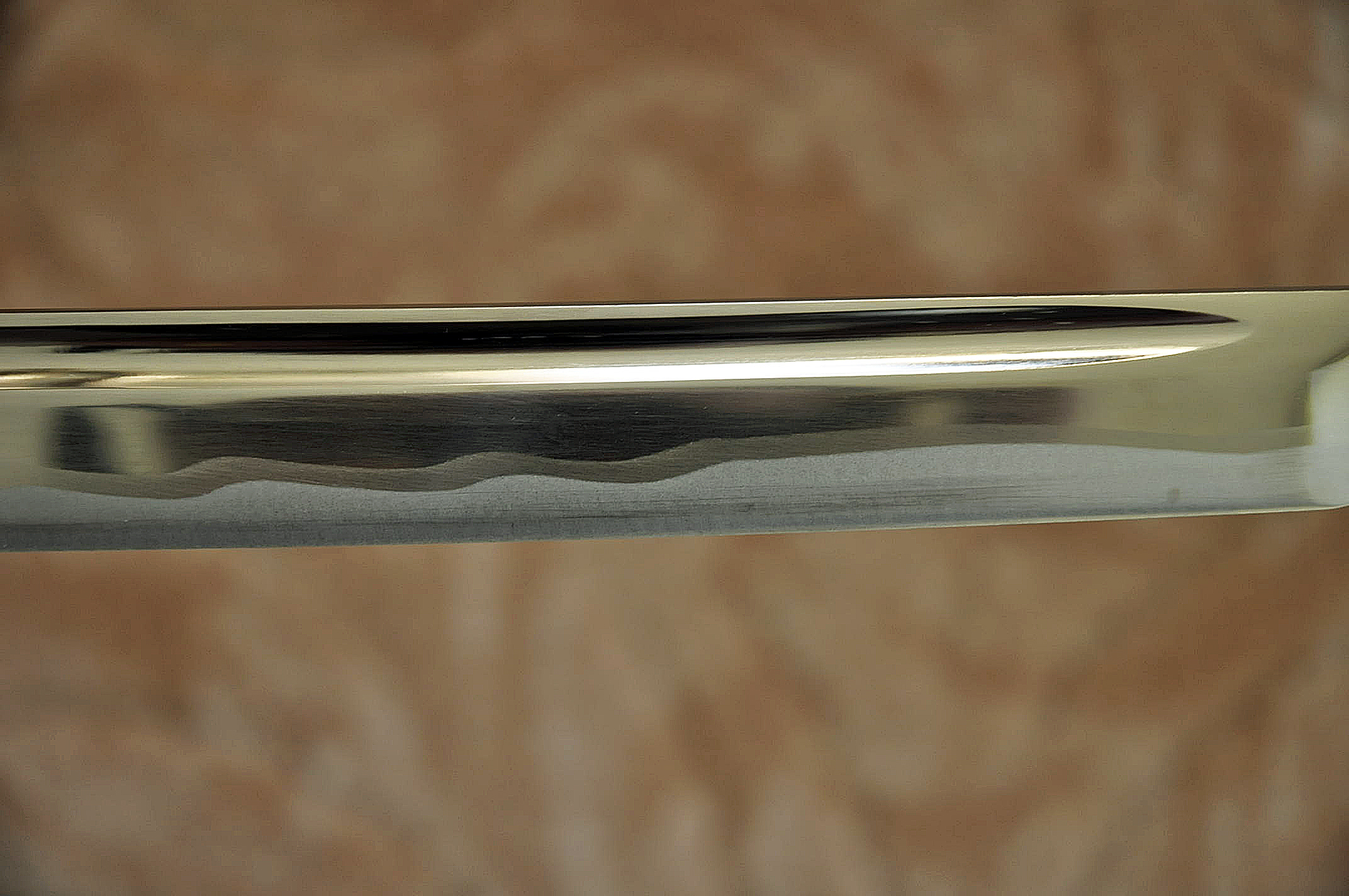
Gorge Bo-bi

Les gorges sont apparues tardivement dans les traditions de forge. Le but premier était d'alléger tout en renforçant les lames et en augmentant la capacité de coupe. Elles servent également à favoriser l'écoulement du sang vers l'extérieur lorsque la lame pénètre un corps. Cependant, elles devinrent rapidement une forme d'ornementation. Il existe toutes formes de gorges :
- bo-bi (防備) ;
- bobi avec soe-bi (添樋備) ;
- bobi avec tsure-bi ;
- futasuji-bi (二条備) ;
- naginata-hi ;
- kuichigai-bi ;
- koshi-bi (小鮪備).

### Les gravures (horimono, 彫り物)
Les premiers horimono servaient de talismans religieux, Certains représentent des écritures (sanskrit ou kanji), d'autres des symboles (divinités bouddhistes, dragons, fruits, pétales de lotus, etc.). Plus tard, les ornements pouvaient devenir purement décoratifs.

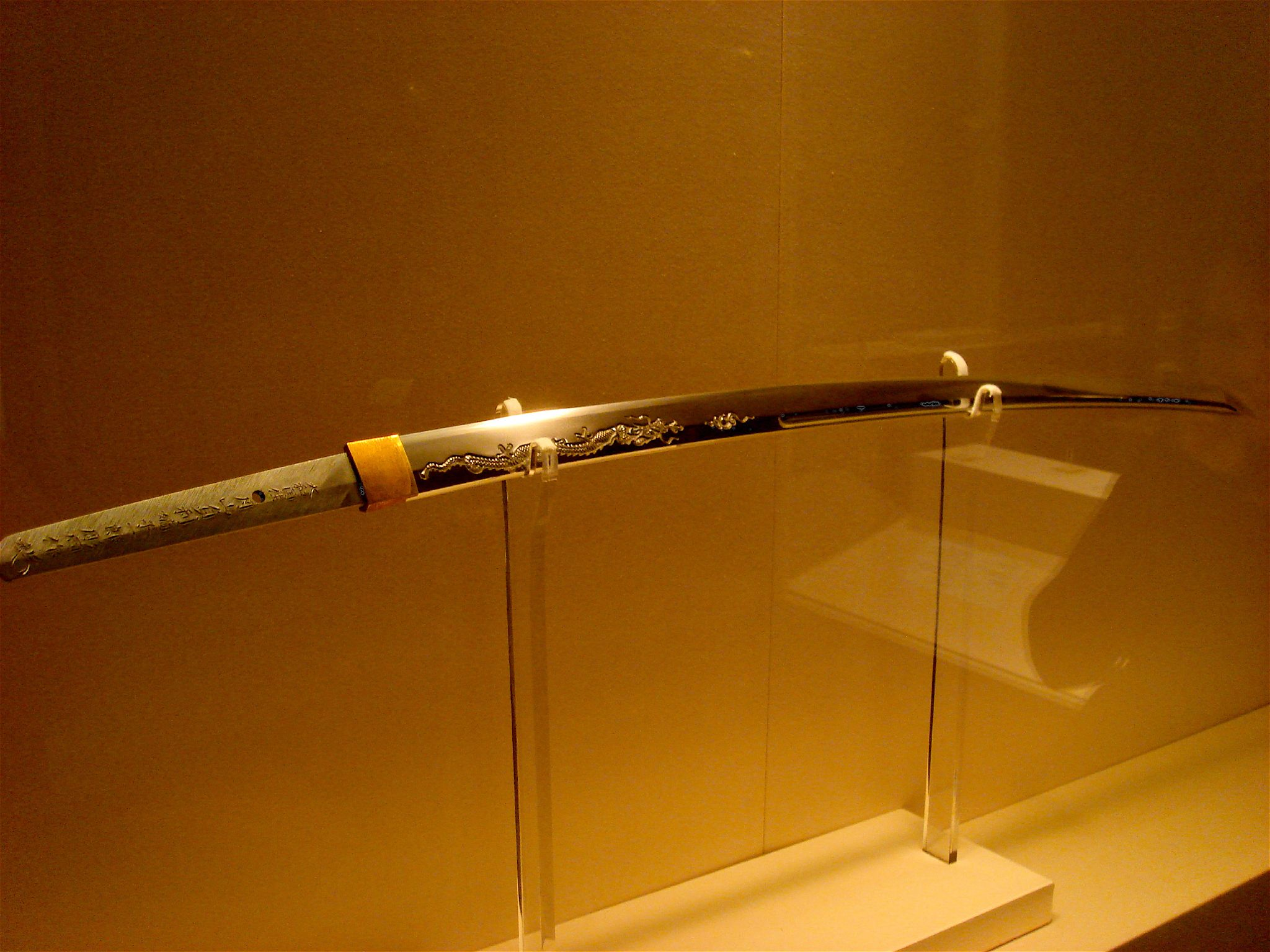
Katana montrant un horimono  (Metropolitan Museum of Art).
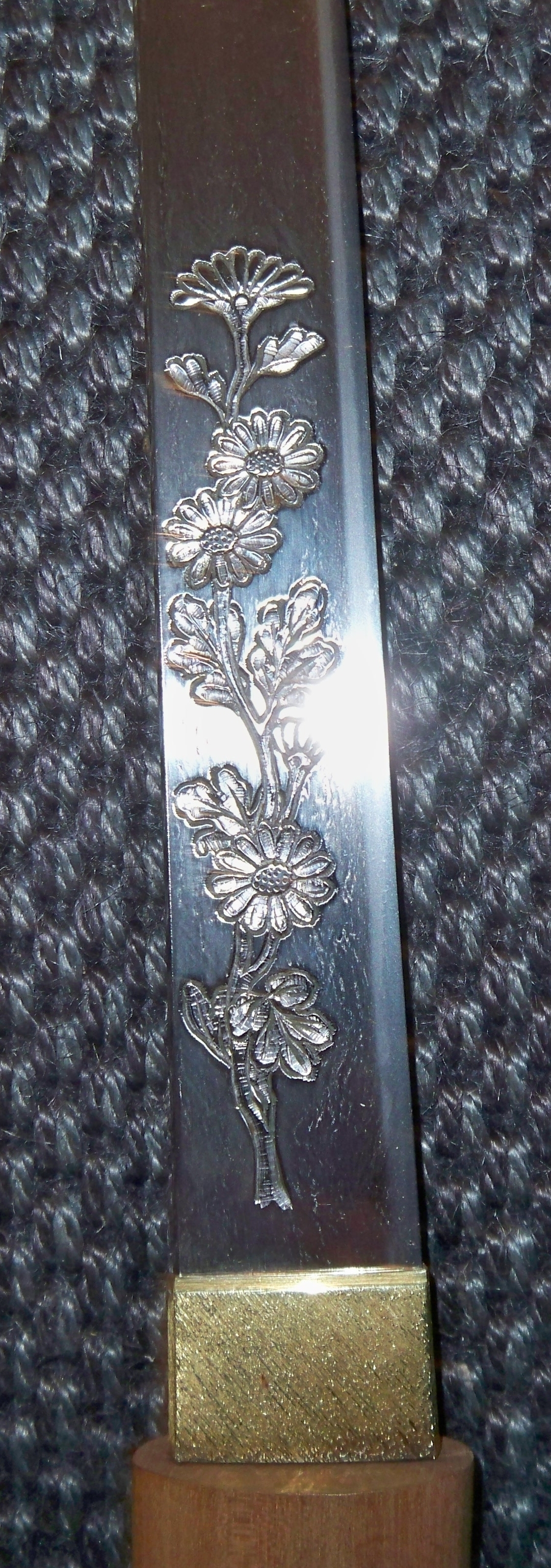
Gros-plan d'un wakizashi japonais montrant le horimono d'un chrysanthème.

## La soie (nakago, 茎)

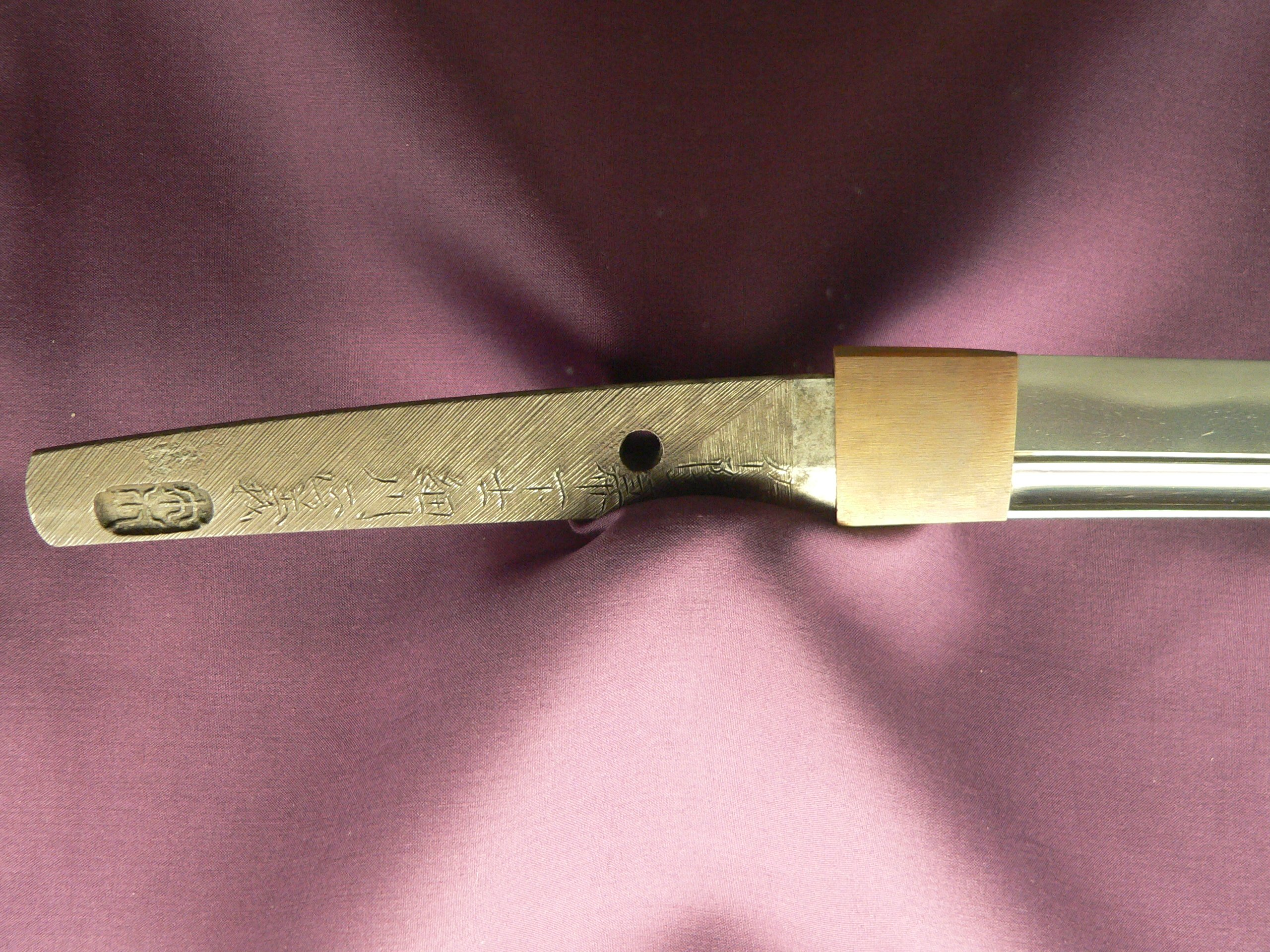
Nakago : forme standard, kurijiri, kesho-yasuri(化粧鑢) et signature.

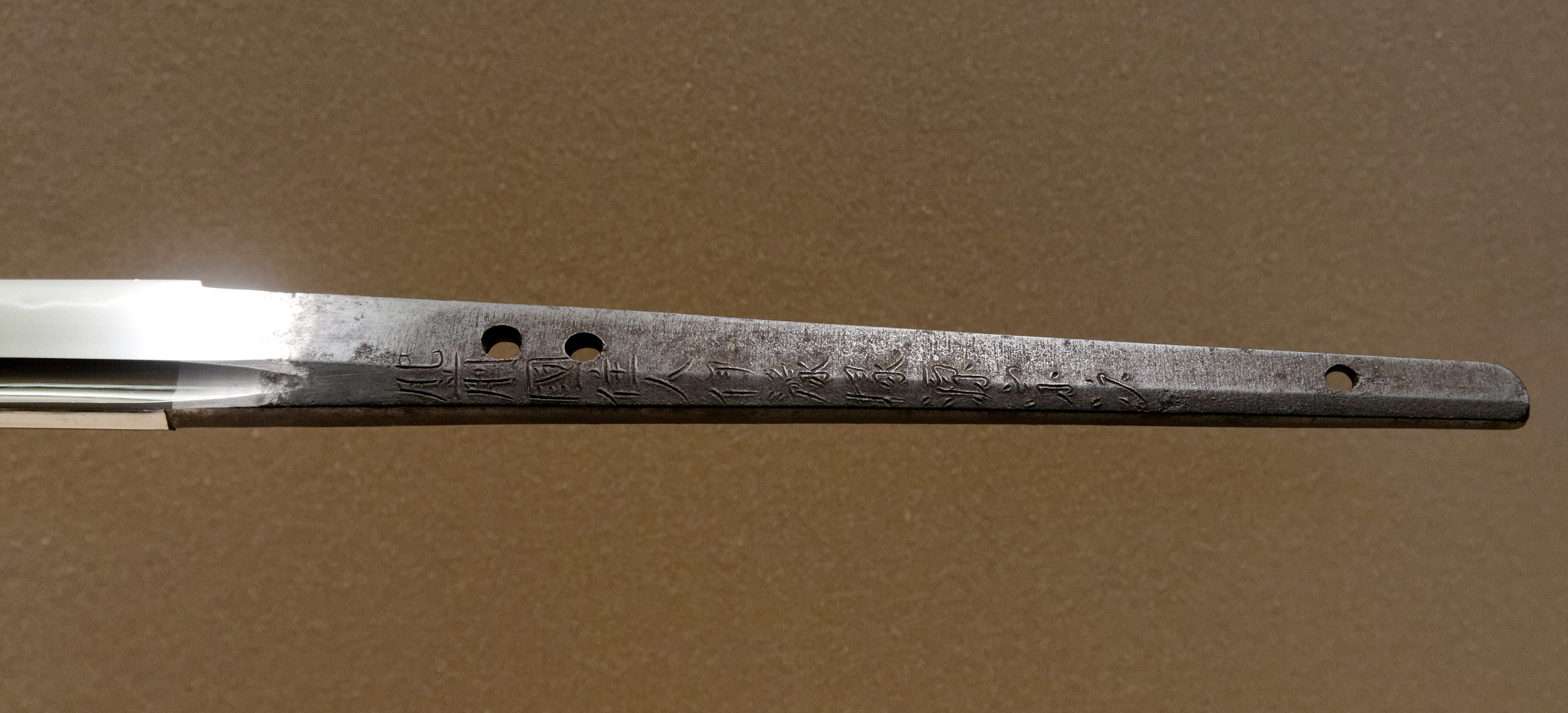
Nakago de forme standard avec terminaison Ha agari kurijiri de la période Edo

### Les types denakago
La taille du nakago ainsi que sa forme varie selon la période et la tradition de fabrication. On compte environ 8 types de formes.
- Forme standard : forme courbe, la largeur du nakago se réduit progressivement à partir du munemachi.
- Kijimomo-gata (雉子股形, forme en patte de faisan) : forme courbe dont la largeur se réduit brusquement au tiers du nakago à partir du munemachi. Cette forme, surtout présente sur les tachi de l'ère Heian et de l'ère Kamakura, refait une apparition en période Shin shintō.
- Furisode-gata (振袖形, forme en kimono à longues manches) : forme extrêmement courbée ressemblant à la manche d'un kimono de femme. On la retrouve essentiellement sur les tantō de l'ère Kamakura.
- Funa-gata (船形, forme en bateau).
- Tanagobara-gata (forme de ventre de poisson) : forme dont la largeur du nakago se réduit brusquement et dont la courbure s'inverse. Cette forme est rare et ne fut employée que pendant l'ère Muromachi, voir école Muramasa, à Ise.
- Gohei-gata (御幣形) : forme qui fait référence à la forme des papiers de prière shintō que l'on trouve dans les temples. Elle apparaît sous l'ère Edo.
- Sotoba-gata (卒塔婆形).

### La terminaison (nakagojiri)
Forme du bout du nakago. Chaque forme représente un indice sur la tradition de fabrication du forgeron.
- Kurijiri : forme arrondie symétrique par rapport au centre de la soie.
- Ha agari kurijiri : forme arrondie comme pour le kirijiri sauf que l'arrondi est plus progressif que sur le dos de la lame.
- Kiri (切) : forme dont le bout de la lame est en ligne droite, perpendiculaire au côté dos et au côté tranchant.
- Iriyama-gata (入山形) : forme droite perpendiculaire au dos. Marque aussi les lames raccourcies.
- Kengyo (劍形) : forme en triangle dont le shinogi marque l'angle.

### Les rainures (yasurime, 鑢目)
Rainures parallèles couvrant la majeure partie de la soie. L'orientation de ces rainures varie selon les écoles, les forgerons et les époques. Ces rainures n'ont aucune signification particulière et ne semblent pas avoir non plus d'utilité. Elles sont faites avant le cisèlement de la signature.

### La signature (mei, 銘)
Signature ciselée indiquant généralement le nom du forgeron, son titre et éventuellement son école et la date. Certaines lames ne possèdent pas cette indication car soit elle n'a jamais été signée, soit qu'elle a été raccourcie, nommé suriage[pas clair]. On les indique sous le nom de mumei (無名). La signature n'est jamais une preuve en soi car certaines signatures de forgerons célèbres ne sont pas authentiques car copiées par des forgerons souvent moins connus. On appelle ces signatures gimei (偽名).

## Les défauts

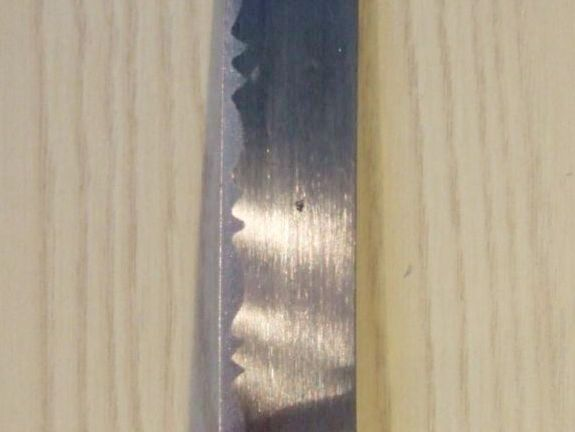
Fukure présent dans la lame.

- Fukure yabure (脹撓) : poche d'air restée dans la structure. Très difficile à déceler sauf lorsque des polissages consécutifs la mettent au jour, et font apparaître un trou. Le fukure yabure peut être réparé par une greffe d'un morceau de la soie. Toutefois, ce défaut, dû à une erreur de forge, est extrêmement grave car il fragilise la lame. En général, la lame perd une grande partie de sa valeur.
- Ha shinae : craquelure ou ride au niveau du hamon.
- Hada ware (肌割) : craquelure du hada au niveau du ji. Indique dans la plupart des cas un manque de savoir-faire du forgeron.
- Hagarami (刃絡み) : craquelure oblique au niveau du tranchant.
- Hagire (刃切) : craquelure, perpendiculaire à la lame, allant du tranchant jusqu'au hamon.
- Ha jimi (刃染) : défaut du hamon qui devient plus clair et perd de son brillant sur une partie de la lame. Ce défaut est souvent dû à une erreur lors de la trempe.
- Kakedashi : endroit où le hamon sort de la lame côté tranchant, ce qui coupe littéralement la continuité de la trempe. Parfois dû à une erreur technique, ce défaut peut aussi être la conséquence d'un nombre trop important de polissages. Dévalue gravement la lame.
- Karasuguchi (烏口) : littéralement « bec de corbeau », désigne une craquelure dont la base se situe à l'extrémité de la pointe, faisant ressembler l'ensemble à un bec d'oiseau.
- Kirikomi (切邊) : marque de coupure due à un choc lors d'un combat. Bien que ce défaut soit particulièrement facile à déceler, il ne s'agit pas d'une faute dans la forge. Par conséquent, ce défaut est considéré comme acceptable par les amateurs.
- Mizukage (水影) : zone de reflet brumeux faisant un angle de 45 degrés et proche du munemachi. Cette marque indique soit une retrempe de la lame (saiha) ou une lame de l'école de Horikawa en période Shintō.
- Mukade shinae : craquelure ou ride.
- Mune shinae : craquelure ou ride au niveau du dos de la lame.
- Mune ware : craquelure au niveau du dos de la lame.
- Nioi gire (勼切) : interruption du hamon en pleine lame. Peut être dû à une erreur du forgeron lors de la trempe, mais aussi à une brûlure de la lame. Ce défaut dévalue gravement la lame.
- Sai ha : lame retrempée. Les caractéristiques de la lame originelle (surtout le hamon) disparaissent totalement : modification de la courbure qui devient plus accentuée, activité hors du hamon (tobiyaki, muneyaki…) quasiment nulle, traces visibles de la première trempe. Les lames saiha sont considérées de qualité moindre par rapport à l'original. Yasutsugu de Shimosaka retrempa beaucoup de lames.

Ce défaut, parfois difficile à repérer, dévalue le sabre.
- Shinae (撓え) : craquelure ou ride.
- Umegane (埋め金) : cavité laissée par un fukure, et qui est réparée par le métal d'une autre lame.
- Utsuri (映り) : reflet brumeux au-dessus du hamon, souvent visible sur les lames Koto, Jifu, Choji et midare utsuri (Bizen), bo utsuri (oei Bizen), shirake utsuri (Mino, etc.), nie utsuri (Rai). Signe de qualité évident, peu produit en Shintō et Shin shintō (reproduit par Naotane, Munehiro)[3].
- Yaki otoshi (燒落) : le hamon débute après le ha machi, caractéristique visible sur les lames des écoles Koto Ohara (Amakuni) et de Bungo Yukihira.

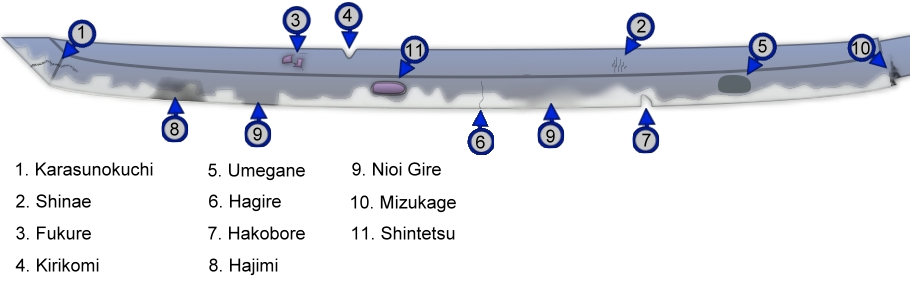